# Triphyllus bicolor
Mycétophage bicolor
Espèce
Synonymes
- Kryptophagus pilosus Herbst, 1792[1]
- Mycetophagus punctatus Hellwig, 1792[1]
- Nitidula bicolor Fabricius, 1777 (protonyme)[1]
- Silpha humeralis Marsham, 1802[1]
- Triphyllus immaculatus Roubal, 1936[1]
- Triphyllus punctatus (F., 1792)[1]

Triphyllus bicolor, le Mycétophage bicolor, est une espèce d'insectes coléoptères de la famille des Mycetophagidae et du genre Triphyllus dont il est l'espèce-type. Ce petit coléoptère bombé caractérisé par sa surface dorsale bicolore vit dans les forêts européennes où il se nourrit du champignon Fistuline hépatique, la langue de bœuf.

## Description
Le Mycétophage bicolor a un corps ovale allongé, fortement bombé et mesurant de 3,4 à 4,2 mm de long. Il est facilement reconnaissable à sa surface dorsale bicolore, les élytres étant colorées de brun jaunâtre à brun roussâtre, avec une large bande transversale brun sombre qui s'étend plus étroitement vers l'arrière. Ce caractère est la plupart du temps bien tranché mais peut parfois être estompé. L'ensemble est brillant, uniformément perforé partout et couvert d'une fine et longue pubescence dorée et dressée. Les pattes sont marron pâle et les antennes sont marron plus foncé. Sa tête possède de petits yeux bombés, un clypeus fortement creusé et un large labrum tronqué. Elle est munie d'antennes courtes, brun sombre, composée de 11 segments, n'atteignant pas la bordure arrière du pronotum et ornées d'une massue bien marquée à 3 segments. Son pronotum est en forme de moitié de disque et ne présente pas de petites dépressions latérales comme chez la majorité des Mycetophagidae. Ses pattes sont brunes et longues, les tibias lisses étant à peine visibles. Sa formule tarsale est 4-4-4 chez la femelle et 3-4-4 chez le mâle,  caractéristiques typiques des Mycétophilidae. Leurs griffes sont longues, minces et lisses,,,.

Triphyllus bicolor, le Mycétophage bicolor
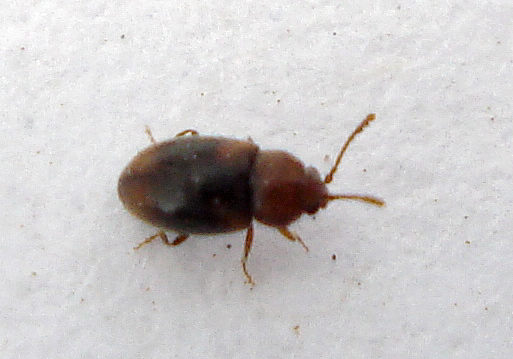
Imago (Lincoln, Angleterre)
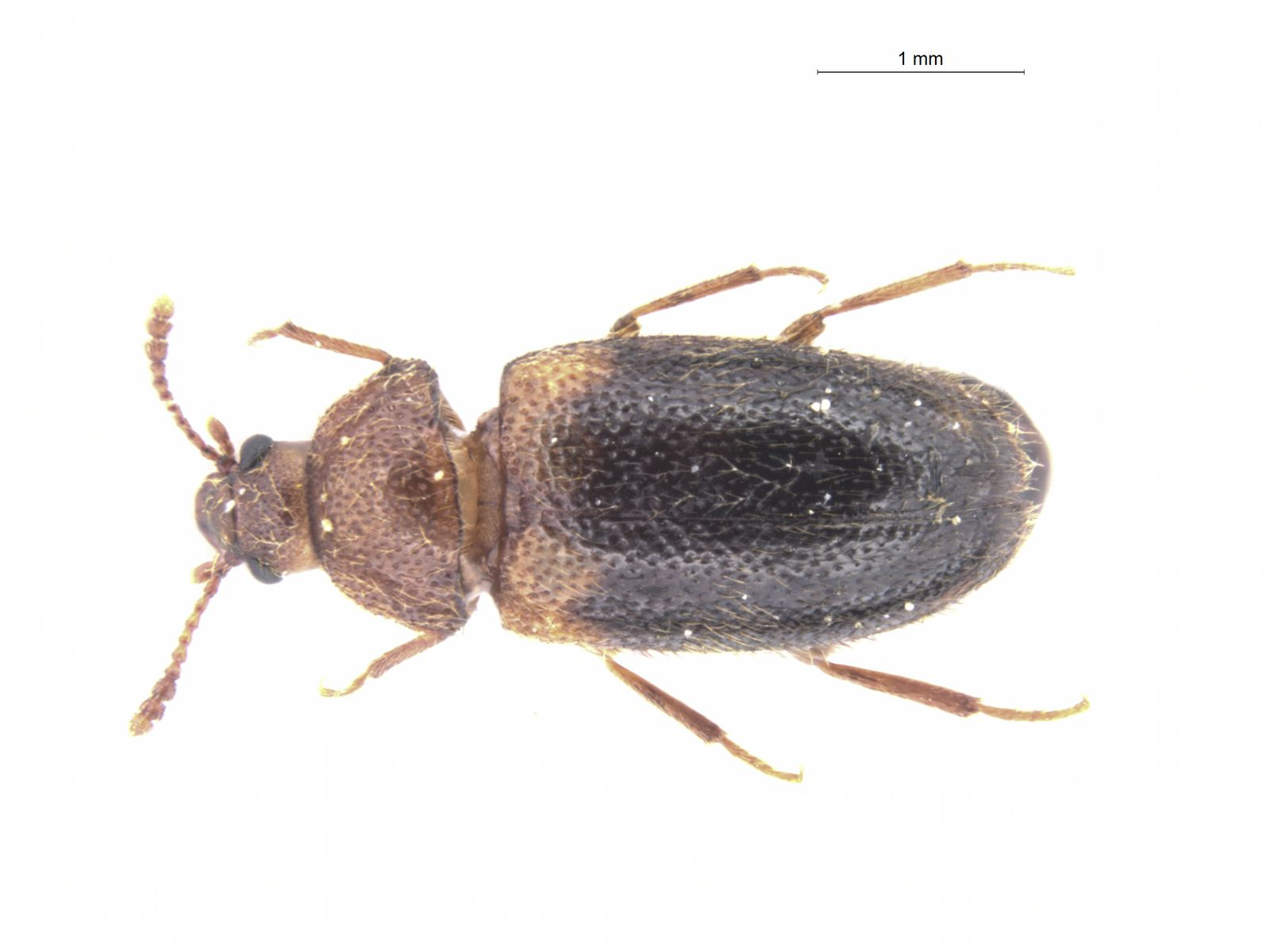
Imago (Estonie)
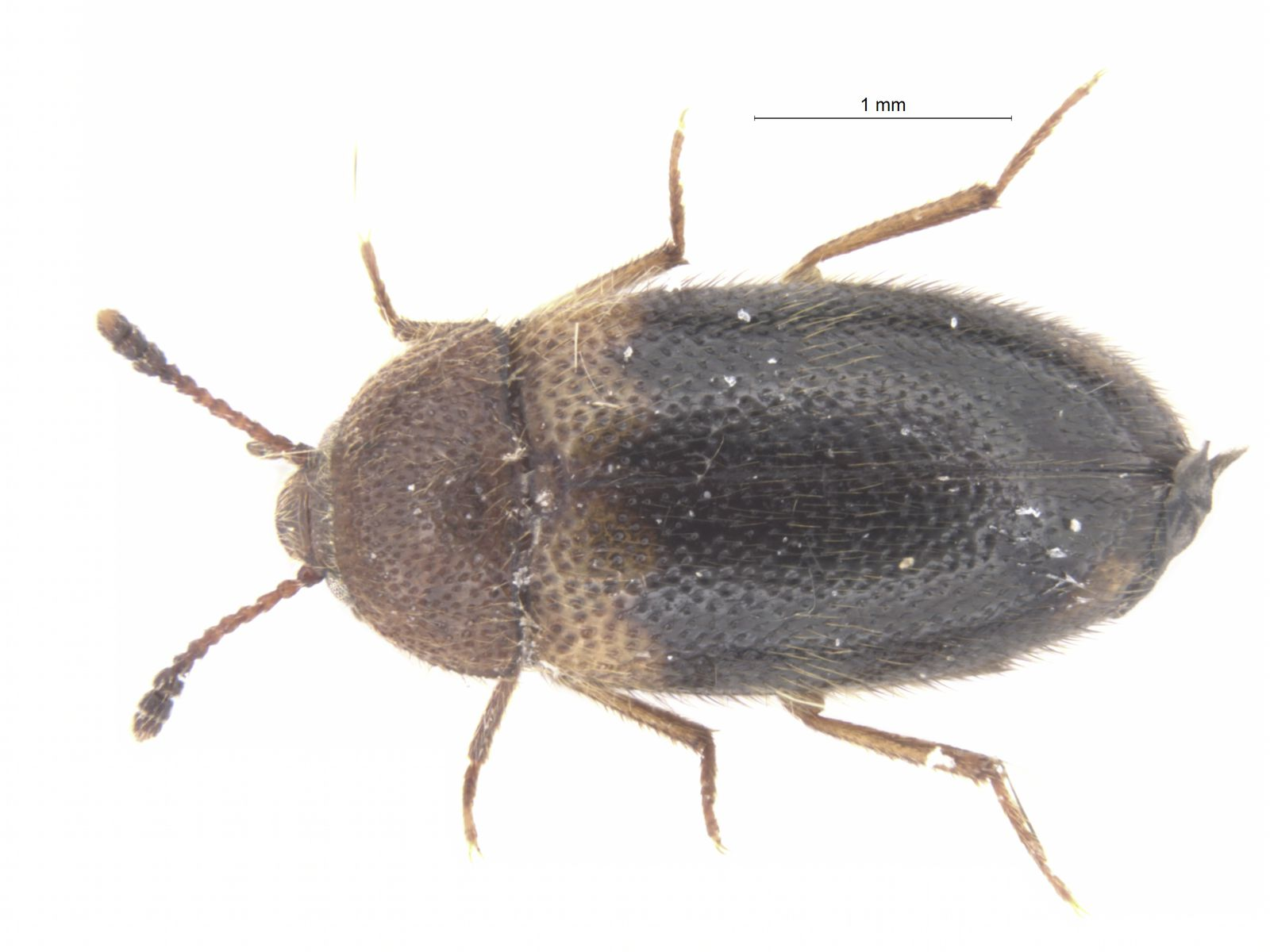
Imago (Estonie)
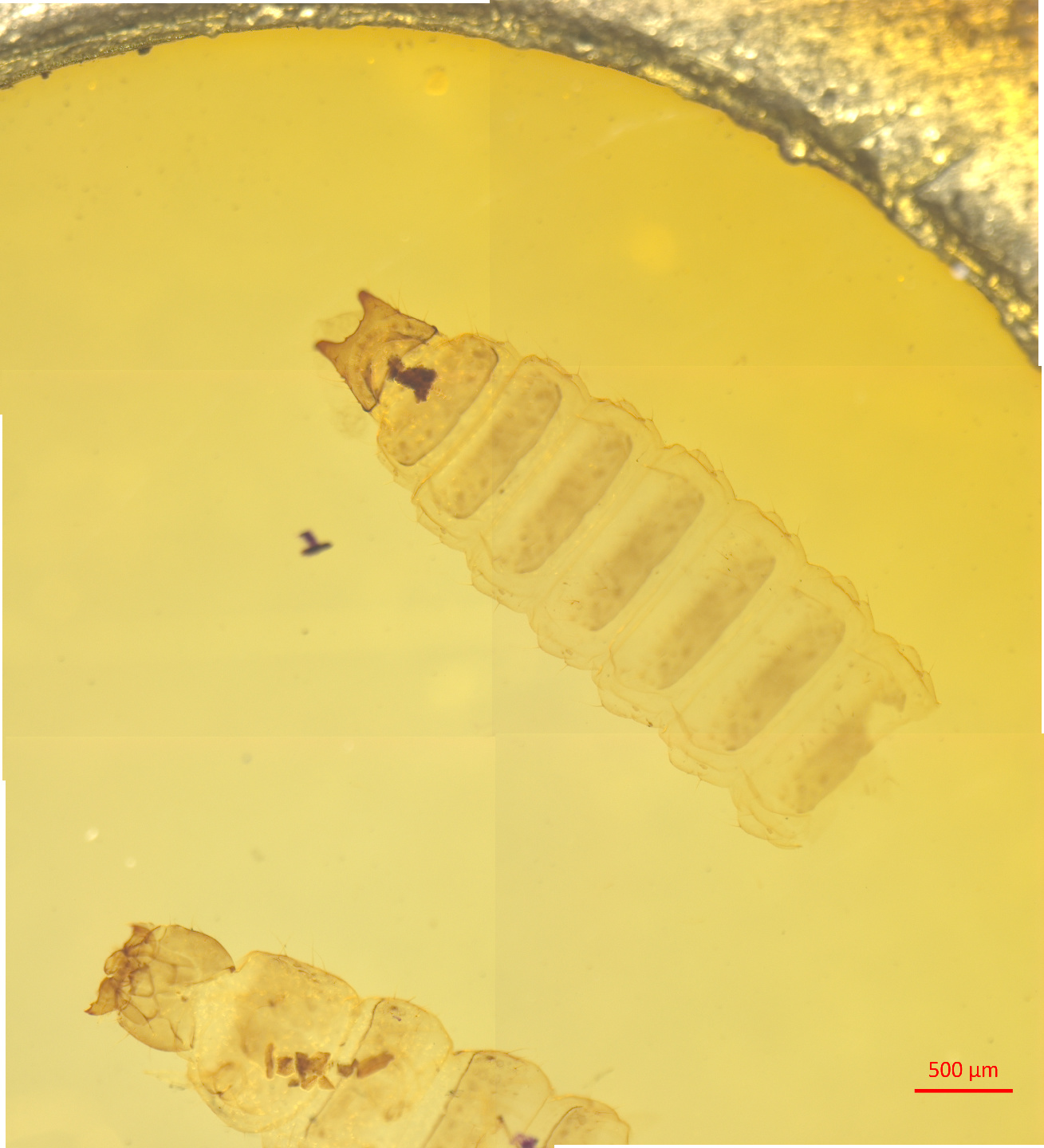
Larve

## Écologie et distribution

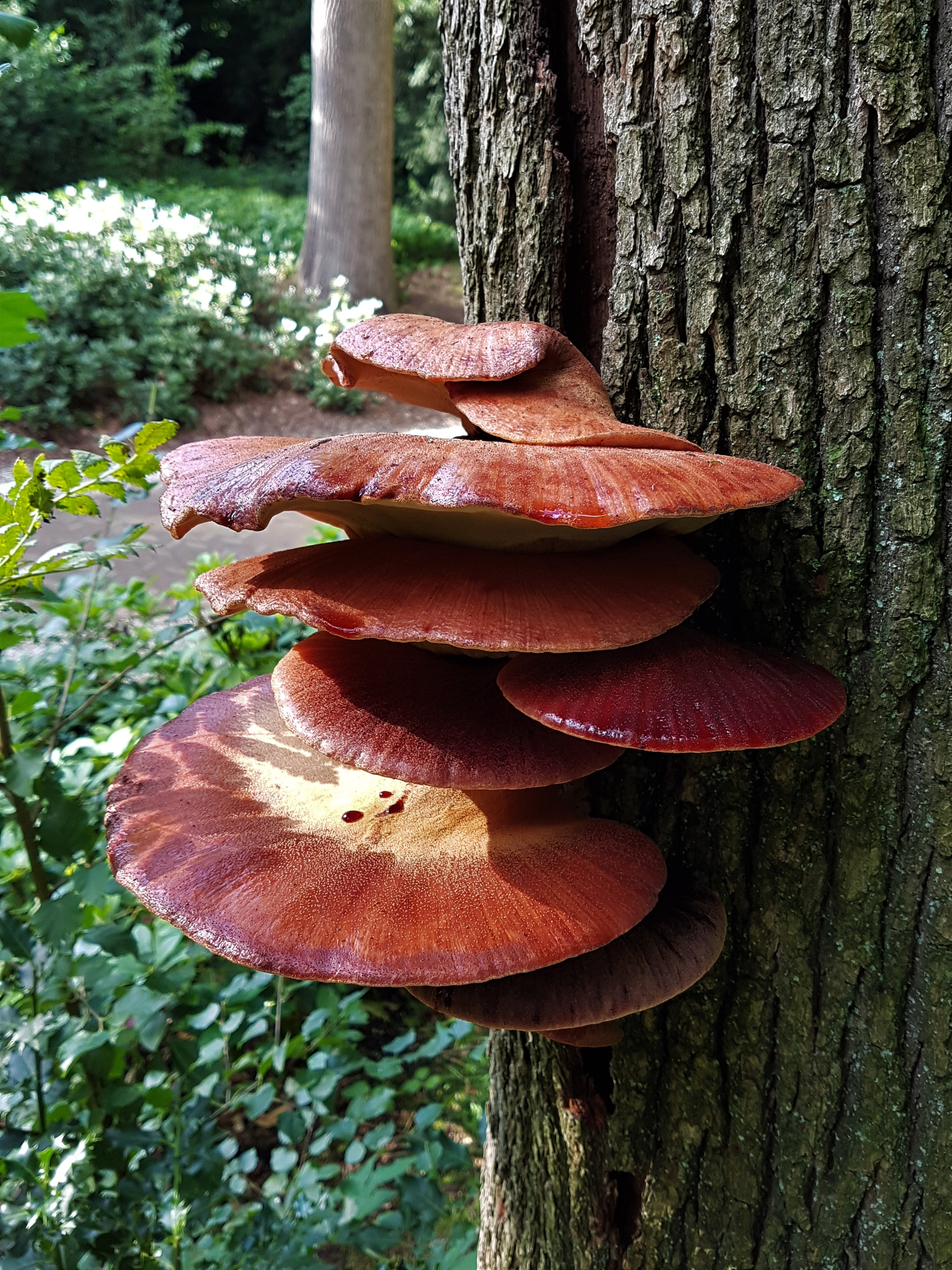
Fistulina hepatica, la Langue de bœuf.

Le Mycétophage bicolor est une espèce nocturne active du printemps à l'automne qui se rencontre principalement dans les forêts anciennes comportant des arbres matures à différents stades de décomposition. Il vit à proximité du bois des arbres à feuilles caduques envahis par des champignons lignivores, préférentiellement les Chênes, le Châtaignier et le Hêtre envahis par la Fistuline hépatique. L'accouplement a lieu au printemps à la sortie de l'hivernation, la nuit, dans l'écorce ou sur des champignons ; les femelles pondent dans les fructifications peu de temps après ; celles-ci coïncidant d'ailleurs avec la période d'émergence de l'insecte. Des larves ont également été élevées depuis des sporophores du Polypore soufré et des imagos ont été récoltés sur la Pleurote en huître, la Pleurote de l'Orme et le Satyre puant. Les larves se développent à l'intérieur du champignon au printemps et au début de l'été et, lorsqu'elles sont complètement développées, quittent le substrat pour se nymphoser dans le sol. Les adultes de la nouvelle génération apparaissent fin d'été, début d'automne où ils sont généralement actifs pendant un certain temps avant d'hiverner dans le sol sous les troncs d'arbres hôtes ou sous leur écorce,,,,,.
Cette espèce peu commune mais largement répandue est présente dans la plupart des pays européens de l'Écosse à la Russie et de la Suède à la Grèce, ainsi qu'en Asie Mineure dont la Turquie mais elle est absente d'Afrique du Nord. En France, elle est probablement présente sur l'ensemble de la métropole y compris la Corse et est déterminante des ZNIEFF,. Elle est également référencée en Suisse et en Belgique.